# Baeolidia japonica
Baeolidia japonica is een slakkensoort uit de familie van de Aeolidiidae. De wetenschappelijke naam van de soort is voor het eerst geldig gepubliceerd in 1933 door Baba.